# 色づく街
『色づく街』（いろづくまち）は、1973年8月21日に発売された南沙織の9枚目のシングル。

## 解説
テレビ番組やラジオでは秋になると流れる機会が増える楽曲。南沙織自身も「自分の代表曲のひとつ」とコメントしている程である。三田寛子・髙橋真梨子・水野美紀ら、ベテラン歌手から新人アイドルまで様々な歌い手がレコーディングしており、デビュー曲「17才」などと共にカバーされることが多い。
本楽曲で『第24回NHK紅白歌合戦』に出場をした（通算3回目）。また、『第42回NHK紅白歌合戦』に特別出場した際もこの曲が歌われた。それら映像は、2006年6月14日発売の35周年CD-BOX『Cynthia Premium』に収められたDVDでも見ることが出来る。PV集『Hello!Cynthia』（1984.11.21）には、ミュージック・ビデオが収録されている。
B面曲の「秋の午後」を含めた、これら2曲が収録されたアルバム『20才まえ』（1973.9.21）は、シンシア最高のアルバム・セールスを記録した。 
歌詞に出てくる「青い枯葉」について当時、一部で「そんなものはない」と揶揄されたという。しかし、現実に「青い枯葉」は存在し、この言葉こそがこの曲のキーワードであり有馬三恵子の才能だとのちに酒井政利がコメントした 。
2000年12月18日に放送されたNTV系『スーパーテレビ情報最前線』の企画で放送された「20世紀わが心の歌!愛と悲しみの歌姫伝説 今明かす秘めた真実」で、歌手デビュー前の松田聖子がデモ・テープとして録音した「色づく街」の音源が一部分、放送された。その音源は商品化されていない。

## 収録曲
- 両楽曲共に、作詞：有馬三恵子／作曲・編曲：筒美京平

1. 色づく街（2分50秒）
2. 秋の午後（3分29秒）

## 収録作品（LP・CD）
- 色づく街

20才まえ
ギフトパック 南沙織 -1973年版-
南沙織デラックス
南沙織ヒット全曲集 -1975年版-
シンシアのハーモニー
シンシア・ラブ
シンシア・メモリー
THE BEST / 南沙織 -1978年6月版-
THE BEST / 南沙織 -1978年11月版-
THE BEST / 南沙織 -1979年6月版-
THE BEST / 南沙織 -1979年11月版-
THE BEST / again 南沙織
THE BEST / 南沙織 -1982年版-
南沙織のすべて
南沙織ベスト・コレクション
南沙織ベスト Recall 〜28 SINGLES SAORI + 1〜
Cynthia Memories
Cynthia Best 〜 Eternity
GOLDEN J-POP/THE BEST 南沙織
CYNTHIA ANTHOLOGY
DREAM PRICE 1000 南沙織 色づく街
GOLDEN☆BEST 南沙織 筒美京平を歌う
南沙織 THE BEST 〜 Cynthia-ly
ドーナツ盤型12cmCDコレクション
Cynthia Premium
南沙織 スーパー・ベスト
南沙織 BEST OF BEST
GOLDEN☆BEST 南沙織 コンプリート・シングルコレクション
GOLDEN☆BEST 新三人娘 〜天地真理・小柳ルミ子・南沙織〜
南沙織 スーパー・ヒット
南沙織 ベスト・ヒット
ゴールデン☆アイドル 南沙織
CYNTHIA ALIVE
- 色づく街 -SQ 4ch Ver.-

南沙織ヒット全曲集 -1974年版-
- 色づく街 (ノンストップmix Ver.)

TSU-TSU MIX 南沙織
- 色づく街 -Live #1 （SAORI HIT MEDLEY）-

SAORI ON STAGE
CYNTHIA ANTHOLOGY
- 色づく街 -Live #2-

Good-bye Cynthia
Cynthia Memories
CYNTHIA ANTHOLOGY
- 色づく街 (オリジナル・カラオケ)

南沙織 スーパー・ヒット
南沙織 ベスト・ヒット
- 秋の午後

20才まえ
Cynthia Memories
CYNTHIA ANTHOLOGY
GOLDEN☆BEST 南沙織 筒美京平を歌う
ドーナツ盤型12cmCDコレクション
Cynthia Premium
ゴールデン☆アイドル 南沙織

## カバー
- 麻丘めぐみ（1974年） - アルバム『ゴールデン・デラックス』収録。
- 葉山ユリ（1974年） - アルバム『私はシャンソン』収録。
- シェリー（1976年） - アルバム『シークレット』収録。
- 川島なお美（1982年） - アルバム『ハロー!』収録。
- 三田寛子（1982年） - シングル『色づく街』収録。
- 髙橋真梨子（1989年） - アルバム『紗』収録。
- 水野美紀（1994年） - シングル『色づく街』収録。
- Booing![4]（2001年） - シングル『年下の男の子』収録。
- 岩崎良美（2013年） - アルバム『The Reborn Songs 〜シクラメン〜』収録。

## 三田寛子のカバー・シングル
三田寛子のカバー・シングルは、1982年10月1日にCBS・ソニーから発売された（規格品番：07SH-1217）。

### 収録曲
1. 色づく街（3分00秒）
作詞：有馬三恵子／作曲：筒美京平／編曲：川口真
2. ピンク・シャドウ（3分30秒）
作詞・作曲：岩沢幸矢、岩沢二弓／編曲：松原正樹